# Oost-Europese Tijd
| lichtblauw | West-Europese Tijd (UTC+0)                                     |
| blauw      | West-Europese Tijd (UTC+0) West-Europese zomertijd (UTC+1)     |
| roze       | Midden-Europese Tijd (UTC+1)                                   |
| rood       | Midden-Europese Tijd (UTC+1) Midden-Europese zomertijd (UTC+2) |
| geel       | Kaliningradtijd (UTC+2)                                        |
| goud       | Oost-Europese Tijd (UTC+2) Oost-Europese zomertijd (UTC+3)     |
| groen      | Moskoutijd (UTC+3)                                             |

Oost-Europese Tijd (OET) is een tijdzone die 2 uur voorloopt op UTC en 1 uur op de Nederlandse tijd (MET). OET wordt gebruikt in een aantal landen in Oost-Europa, Noord-Afrika en het Midden-Oosten. De meeste Europese landen die deze tijd gebruiken, gebruiken ook de Oost-Europese zomertijd (OEZT). De Russische exclave Kaliningrad (Kaliningradtijd) gebruikt echter, net als de rest van dat land, geen zomertijd.
De volgende landen gebruiken de OET alleen in de winter:
- Bulgarije sinds 1894
- Cyprus (Noord-Cyprus sinds 2016 niet meer)
- Estland van 1921-1940 en sinds 1989
- Finland sinds 1921
- Griekenland sinds 1916
- Israël
- Letland van 1926-1940 en sinds 1989
- Libanon
- Litouwen in 1920 en sinds 1989
- Moldavië van 1924-1940 en sinds 1991
- Palestijnse Gebieden
- Roemenië sinds 1931
- Oekraïne van 1924-1930 en sinds 1990 (sinds 2014 met uitzondering van de Krim)

Moskou gebruikte de OET van 1922-1930 en in 1991-1992. De Krim gebruikte de OET van 1990-2014. Turkije gebruikte de OET van 1910-2016 (behalve in 1978-1985). Egypte en Noord-Cyprus gebruikten de OET tot 2016. Jordanië gebruikte de OET van 1985-2022. Syrië gebruikte de OET van 1983-2022. In Polen werd deze tijd gebruikt van 1918-1922.